# Алжирський динар
Алжи́рський дина́р — національна валюта Алжиру, становить 100 сантимів. Як національну валюту алжирський динар введено в обіг в 1964 році, саме ця валюта замінила алжирський франк. У наш час[коли?] в обігу є банкноти номіналом в 10, 20, 100, 200, 500, 1000 динарів і монети номіналом 1/4, 1/2, 1, 2, 5, 10, 20, 50,а також 100 динарів.
Алжирський динар має статус єдиного законного платіжного засобу на території країни.

## Історія
Етимологічні корені слова «динар», яким називають грошові одиниці багатьох арабських країн та колишніх частин Османської імперії, беруть свій початок з денарію,  колишньої валюти Римської Імперії. Динарами з відповідними прикметниками іменують валюти Алжиру, Бахрейну, Іраку, Йорданії, Кувейту, Лівії, Тунісу, Сербії та інших країн.

## Банкноти
| Банкноти, що перебувають в обігу                                     | Банкноти, що перебувають в обігу | Банкноти, що перебувають в обігу | Банкноти, що перебувають в обігу                        | Банкноти, що перебувають в обігу    | Банкноти, що перебувають в обігу | Банкноти, що перебувають в обігу                                      | Банкноти, що перебувають в обігу                | Банкноти, що перебувають в обігу |
| Зображення                                                           | Зображення                       | Номінал (динарів)                | Основні кольори                                         | Основні кольори                     | Розміри (мм)                     | Опис                                                                  | Опис                                            | Випуск                           |
| Аверс                                                                | Реверс                           | Номінал (динарів)                | Основні кольори                                         | Основні кольори                     | Розміри (мм)                     | Аверс                                                                 | Реверс                                          | Випуск                           |
| -------------------------------------------------------------------- | -------------------------------- | -------------------------------- | ------------------------------------------------------- | ----------------------------------- | -------------------------------- | --------------------------------------------------------------------- | ----------------------------------------------- | -------------------------------- |
|                                                                      |                                  | 100                              |                                                         | блакитний синій                     | 155×72                           | стародавня мечеть, ластівка                                           | стародавня споруда, корабель                    | 1 листопада 1981                 |
|                                                                      |                                  | 100                              | Блакитний                                               | Стародавня мечеть                   | 155×72                           | 8 червня 1982                                                         | стародавня споруда, корабель                    |                                  |
|                                                                      |                                  | 100                              | блакитний                                               | 130×72                              | арабські вершники                | старовинна вітрильна галера                                           | 21 травня 1992                                  |                                  |
|                                                                      |                                  | 200                              |                                                         | коричневий                          |                                  | Меморіал мучеників у Алжирі                                           | міст у Константіні                              | 23 березня 1983                  |
|                                                                      |                                  | 200                              | коричневий зелений                                      | 140×72                              | сцена вивчення корану            | мечеть                                                                | 21 травня 1992                                  |                                  |
|                                                                      |                                  | 500                              |                                                         | рожевий фіолетовий                  | 150×72                           | воїни на слонах                                                       | римська гробниця у Тіпазі                       | 21 травня 1992 10 червня 1998    |
|                                                                      |                                  | 500                              |                                                         | рожевий фіолетовий                  | 150×72                           | Супутникові тарілки; міст                                             | Перший алжирський штучний супутник «Алкомсат-1» | 1 листопада 2018                 |
|                                                                      |                                  | 1000                             |                                                         | червоний зелений                    | 160×72                           | голова буйвола; наскельні малюнки з плато Тассілі-н'Адджер            | плато Ахаггар; наскельне зображення антилопи    | 21 травня 1992 10 червня 1998    |
|                                                                      |                                  | 1000                             | емблема ЛАД; наскельні малюнки з плато Тассілі-н'Адджер | червоний зелений                    | 160×72                           | 22 березня 2005                                                       | плато Ахаггар; наскельне зображення антилопи    |                                  |
|                                                                      |                                  | 1000                             |                                                         | синій червоний                      |                                  | Велика мечеть у Алжирі                                                | ткацький верстат; арабський чайник              | 1 грудня 2018                    |
|                                                                      |                                  | 2000                             |                                                         | синьо-зелений коричневий фіолетовий | н/д                              | лекція в університеті; подвійна спіраль ДНК; дослідники в лабораторії | бухта; багатоповерховий житловий будинок        | 24 січня 2011                    |
| Курсивом позначені не вказані на банкнотах дати випуску модіфікацій. |                                  |                                  |                                                         |                                     |                                  |                                                                       |                                                 |                                  |